# ديفل ماي كراي 4
 ديفل ماي كراي 4 (بالإنجليزية:Devil May Cry 4)  هي لعبة من نوع أكشن، تقطيع وذبح. صدرت في عام 2008 وهي اللعبة الرابعة في سلسلة ديفل ماي كراي، وهي متوفرة على أنظمة بلاي ستيشن 3، إكس بوكس 360، ميكروسوفت ويندوز، آي أو إس (أبل). اللعبة من تطوير ونشر شركة كابكوم.

## القصة
اللعبة تفتتح بـ «نيرو» مسرعاً نحو دار الأوبرا حيث «جماعة السيف» تجري المراسم، وذراعه اليمنى في حمالة. وفي الوقت نفسه «كيري» تبدأ الحفل بأغنية وتشعر بخيبة أمل حيث لم تجد نيرو بين الحضور. مع ذلك تبدأ أغنيتها، وأثناء ذلك يواجه نيرو العديد من الشياطين في طريقه إلى دار الأوبرا.و استطاع الوصول إلى دار الأوبرا في الوقت المناسب لسماع نهاية أغنية «كيري». بعد ذلك تنضم «كيري» إلى نيرو وتجد أنه قد أحضر لها هدية وهي قلادة ذهبية. الكاهن الأكبر في «جماعة السيف» وهو «سانكتوس»، يدعو أعضاء الجماعة للانضمام إليه في الصلاة؛ والملل واضح على نيرو ويوشك على المغادرة على الرغم من اعتراض كيري، تبدأ ذراعه اليمنى بالتوهج. في هذه اللحظة، بشكل مفاجئ يظهر دانتي من خلال السقف ويغتال «سانكتوس» فبهرب جميع الحضور وينقض حرس سانكتوس على دانتي وبينما تهرب كيري تنظر للخلف فترى اخيها «كريدو» وهو من حرس سانكتوس فتجري نحوه قتتعرقل وتقع امام «دانتي» فما كان ب«نيرو» إلا ان اندفع نحو دانتي ودفعه بعيدا وطلب من «كريدو» أخذ كيري والذهاب لاحضار الدعم بينما يشغله فذهب كريدو مع اخته وبدأت معركة بين «نيرو» و«دانتي»< وقد حدثت محنة في نفس المكان مسبقاً

## روابط خارجية
- ديفل ماي كراي 4 على موقع IMDb (الإنجليزية)